# جيسي بالمر
جيسي بالمر (بالإنجليزية: Jesse Palmer)‏ (و. 1978 – م) هو لاعب كرة قدم أمريكية، ومعلق رياضي، من كندا، ولد في تورونتو.

## التعليم
تعلم في جامعة فلوريدا، وSt. Pius X High School (Ottawa) ‏.

## وصلات خارجية
- جيسي بالمر على موقع مرجع كرة القدم المحترفة.كوم (الإنجليزية)
- جيسي بالمر على موقع IMDb (الإنجليزية)
- جيسي بالمر على موقع قاعدة بيانات الفيلم (الإنجليزية)